# Гебрезгабихер, Берхане
Берхане Гебрезгабихер (1946) — эритрейский политический и государственный деятель, дипломат.

Члены Исполнительного комитета НФОЭ в 1977—1987 гг.: стоят: Огбе Абраха, Али Саид Абделла (Ali Said Abdella), Себхат Эфрем (Sebhat Efrem), Хайле Уольдетинсаэ (Haile Woldetinsae), Петрос Соломон (Petros Solomon), Мохаммед Саид Барех (Mohammed Said Bareh), Месфин Хагос (Mesfin Hagos), Аль-Амин Мохаммед Саид (Al-Amin Mohammed Said), сидят: Берхане Гебрезгабихер (Berhane Gherezgiher), Ибрагим Афа (Ibrahim Afa), Ромодан Мохаммед Нур (Romodan Mohammed Nur), Исайяс Афеворки, Махмуд Шрифо (Mahmoud Shrifo)

В 1972 году присоединился к Народному фронту освобождения Эритреи и после получения независимости занимал ряд ответственных должностей: был членом Центрального совета Народного фронта за демократию и справедливость, Национального парламента, первым министром образования (1993—1996), министром информации и культуры (1996—2001), послом Эритреи в Германии, Ватикане, Польше, Венгрии и Австрии. Член Исполкома (1977—1987) и партии Народный фронт за демократию и справедливость.
В сентябре 2001 года был арестован из-за своего участия в группе G-15. В мае 2001 года эта группа людей написала открытое письмо с критикой действий Исайяса Афеворки, назвав их «незаконными и антиконституционными». Участникам группы было предъявлено обвинение в государственной измене. Центральное бюро НФДС считает, что все они разделяют «…общую вину: как минимум, отказ исполнять свои обязанности в трудное для Эритреи время, как максимум — участие в заговоре, тяжкое преступление». За призывы к политическим реформам в Эритрее содержался в тюрьме без связи с внешним миром в неизвестном месте. Судебный процесс не проводился, и жив ли он сейчас, неизвестно.